# Durham (Connecticut)
Durham – miejscowość w USA, w stanie Connecticut, w hrabstwie Middlesex.

## Religia
- Parafia Notre Dame